# Дітлахи Анансі
«Дітлахи Анансі» (англ. Anansi Boys) — фентезійний роман Ніла Геймана 2005 року. Твір розповідає про те, як після смерті пана Нансі, втілення західноафриканського бога Анансі, двоє його синів віднаходять один одного, щоб дослідити свою спільну спадщину.
Незважаючи на те, що пан Нансі фігурує у романі «Американські боги», книга не є продовженням попередньої історії, а є радше спін-офом. 2005 року світ побачила аудіоверсія роману, яку начитав Ленні Генрі.
Книга дебютувала першим місцем у списку бестселерів за версією «Нью-Йорк Таймз». 2006 року твір приніс Гейману премію «Локус» та Британську премію фентезі.

## Синопсис
Чарльз Нансі, який також відомий під прізвиськом Гладкий Чарлі, вирішує запросити на своє весілля батька й таким чином налагодити з ним нормальні стосунки, але неочікувано дізнається, що старий нещодавно помер. Коли Гладкий Чарлі прилетів на похорон до Флориди, його намагаються переконати в тому, що покійник насправді був богом Анансі, а також у тому, що в Чарлі є брат, з яким можна зв'язатися безпосередньо через павуків, які й передадуть йому повідомлення. Зрештою, Чарлі дотримується інструкції, а через декілька днів на порозі його дому в Лондоні з'являється чоловік на ім'я Павук та представляється його братом. Гладкий Чарлі не успадкував батькової божественної сили, чого не можна сказати про його брата. Так невдовзі звичайне життя Чарлі перевертається з ніг на голову.

## Підґрунтя
Ніл Гейман розпочав роботу над «Хлопцями Анансі» задовго до «Американських богів». У середині 90-х Ленні Генрі та Ніл Гейман працювали разом над телесеріалом Небудь-де. Ідея майбутнього роману виникла, коли Ніл та Ленні прогулювались разом, навчаючи чотирирічну дочку Ленні кататися на велосипеді. Ленні Генрі поскаржився письменнику на те, що в кінематографі вкрай мало фільмів у жанрі жахів з чорношкірими персонажами у головних ролях. Ніл взявся за виправлення ситуації та почав писати сценарій, проте розповідь про двох братів та їхнього батька-бога виявилася не з найлегших, адже, за словами самого Геймана, спочатку тільки один персонаж видавався йому достатньо цікавим — пан Нансі, який, однак, помирав вже на перших сторінках твору, тому проєкт довелося відкласти. Опісля Ніл взявся за роман «Американські боги», в якому вирішив зобразити трикстера пана Нансі. Згодом письменник знову повернувся до «Дітлахів Анансі», але замість сценарію написав роман. Окрім того, Ленні Генрі, який став прототипом для Гладкого Чарлі, давав Нілу поради щодо діалекту англійської мови, що побутує на Карибах, зокрема у питаннях синтаксису, ритміки та акценту.
Роман вперше опубліковано 2005 року в американському видавництві «William Morrow and Company». Цього ж року світ побачила однойменна аудіокнига, яку начитав Ленні Генрі. 2016 року вийшло ілюстроване видання з чорно-білими малюнками Даніеля Егнеуса, а також видання у белетристичному стилі ретро з м'якою обкладинкою, яку створили Роберт Е. Мак-Гінніс (художник) і Тодд Кляйн (написи та лого).

## Літературний аналіз
За словами Ніла Ґеймана його роман «Дітлахи Анансі» не підпадає повністю під жанрову класифікацію ні гостросюжетних романів, ні романів жахіть, ні романів про примар ні романів із елементами романтичної комедії; та зазначив що якщо вже й класифікувати його, то це, мабуть, магічно-жахітливо-гостросюжетно-примарно-романтично-комедійно-родинний-епос, однак й таке означення не охоплює елементів детективу й багато чого з їжі.
У книзі піднято кілька дуже важливих суспільних тем, зокрема, книга розкриває тему відносин «батька-сина» й Ґейман пропагує новий модерний «образ батька», який поєднує здавалося-б непоєднувальні характеристики: піклувальний та дбайливий але водночас підступний та трохи бентежний. Книга також є важливою в контексті постколоніальних студій та культурного привласнення, зокрема цікавим є використання Ґейманом анімізму у контексті африканської культури, не лише аби описати культурну/духовну пастишацію в сучасній Америці, але також щоб пояснити прагнення пост-колоніальних націй повернути собі свою традиційну культуру, несправедливо присвоєну колонізаторами-поневолювачами.
Як і у більшості своїх романів, у «Дітлахах Анансі» Ґейман використовує «бінарності, протиставляючи один проти одного героїв та лиходіїв: зокрема Пана Нансі проти Тигра, Гладкого Чарлі проти свого брата Павука, Роузі та Дейзі тощо. Особливістю цього роману є часте використання Ґейманом термінології саме з африканської їжі (а не західно-європейської, як це зазвичай трапляється у більшості романів), зокрема як підкреслила Нало Гопкінсон у передньому слові до роману для видання Folio society 2019 року „Ніл не побоявся запихнути опис страви зі в'яленої скумбрії та зеленого банану у фентезійний роман!“.

## Адаптації

### Радіо
17 листопада 2007 року на BBC World Service вийшла одногодинна радіоадаптація роману „Дітлахи Анансі“. Текст адаптації підготував Майк Волкер, а місце режисера зайняла Енн Едівен, яка 1996 року також працювала над радіоадаптацією Нілового коміксу „Сигнал до шуму“ для Radio 3. Данський композитор Ніколаї написав оригінальний саунтдрек, який супроводжував адаптацію. Щодо акторського складу, то Ленні Генрі озвучив Павука та Гладкого Чарлі, Метт Лукас — Грехема Коутса та Тигра, Рудольф Волкер — пана Нансі, Тамека Емпсон — пані Хігглер, Донья Кролл— пані Ной та Жінку-птаха, Петра Летенг — Роузі, Жослін Жі Есьєн — Дейзі, а Бен Кроу — таксистів та інші голоси. Сам Ніл Гейман негативно оцінив адаптацію, оскільки «скорочення фінансування та ефірного часу для драми стало результатом того, що BBC вирішило здійснити одногодинну адаптацію. Погані речі трапляються, коли роман намагаються вмістити в одну годину. Тому, не зважаючи на справді прекрасний акторський склад, продукцію та хороший (зважаючи на обставини) сценарій, я залишився незадоволеним. Виникало таке враження, що це одна зі скорочених книжок від „Рідерс Дайджест“»„.
Нова адаптація, що складається з шести частин, транслювалася на BBC Radio 4 протягом тижня. Перший епізод вийшов на Різдво (25 грудня 2017 року), а заключний  — у суботу 30 грудня 2017 року. Загальна тривалість нової радіоадаптації 3 год. 15 хв. (перші п'ять частин тривалістю 28 хв. кожна, а заключна шоста частина — 1 год.). Роль оповідача взяв на себе Джозеф Марселл, Гладкого Чарлі озвучив Джейкоб Андерсон, Павука — Нейтан Стюарт-Джарет, а пана Нансі — Ленні Генрі тощо. Ніл Гейман позитивно оцінив нову адаптацію, назвавши її одною з найкращих робіт сценариста Дірка Меггса.

### Кіно та телебачення
Через провальну радіоадаптацію для BBC, Ніл Гейман висловив готовність взятися за написання сценарію для однойменної екранізації. За його словами:«Я зазвичай проти екранізацій моїх творів. Але б я хотів побачити кіноадаптацію «Дітлахив Анансі», яка б переповнила мене гордістю, а радіоадаптація тільки посилила бажання нарешті сказати: Ні, ось що я мав на увазі»“.
Гейману неодноразово пропонували зняти екранізацію, але за умови, що доведеться замінити чорношкірих персонажів на білих, або цілком викинути з історії міфологічні елементи. Письменник не погоджувався:«Мені не потрібні гроші, а коли вони не потрібні, то ти займаєш позицію і можеш відмовитись. Я за те, аби знімали хороші фільми, або взагалі їх не знімали»».
Існує інформація, що 2010 року Ніл закінчив писати сценарій для майбутньої екранізації, але вже 2011 року письменник повідомив, що проєкт призупинили на стадії розробки і тепер він радше схиляється до телесеріалу. 2014 року з'явилася інформація, що BBC планує зняти міні-серіал на основі книги., але згодом естафету перейняла британська кінокомпанія «Red».

## Сприйняття

### Критика
Загалом книга отримала позитивну оцінку професійних критиків. Зокрема, роман «Дітлахи Анансі» одержав схвальні відгуки від газет «Таймс», «Індепендент» та «Дейлі Телеграф», які відзначили, що це «глибокий та атмосферний роман», але водночас «запаморочливий та жахітливий» твір, що може слугувати як «розважальна історія на ніч». Окрім того, роман отримав позитивні відгуки від декількох письменників. Наприклад, Пітер Страуб описав книжку такими словами:««Дітлахи Аннансі» занурює читача у світ, що  легкий як пір'їна, але водночас переповнений смертельною небезпекою», а Сюзанна Кларк зі свого боку зазначила, що роман «поєднує анархію Дугласа Адамса та Вудгаузову духовну щедрість».

### Переклади
Існують переклади роману такими мовами:
| - Момчетата на Ананси (болгарською), ISBN 978-954-655-242-6 - Anansiho chlapci (чеською), ISBN 80-7332-079-7 - I ragazzi di Anansi (італійською), ISBN 88-04-55701-X - בני אנאנסי (івритом) - Os Filhos de Anansi (португальською), ISBN 972-23-3592-8 - Сыновья Ананси (російською), ISBN 978-5-17-098225-7 - Chłopaki Anansiego (польською), ISBN 83-7480-020-8 - Băieții lui Anansi (румунською), ISBN 973-733-103-6 | - De bende van Anansi (нідерландською), ISBN 90-245-5385-7 - Los hijos de Anansi (іспанською), ISBN 978-84-96544-66-6 - Anansi dēli (латвійською), ISBN 978-9984-777-69-6 - Hämähäkkijumala (фінською) - アナンシの血脈 (японською), ISBN 4-04-791534-3 - Anansi Boys (німецькою), ISBN 978-3-453-26530-1 - Anansijevi momci (сербською), ISBN 86-7436-611-2 - 蜘蛛男孩 (китайською), ISBN 978-986-6665-19-6 - 阿南西之子 (китайською (Тайвань)) ISBN 978-986-6665-19-6 |

## Нагороди
Серед нагород книги:
| Літературні премії                                          | Рік  | Результат |
| ----------------------------------------------------------- | ---- | --------- |
| Найкраща книга року за версією сайту НФ (SF Site)           | 2005 | Перемога  |
| Премія «Локус» за найкращий фентезійний роман               | 2006 | Перемога  |
| Міфопоетична премія за доросле фентезі                      | 2006 | Перемога  |
| Премія «Алекс»                                              | 2006 | Перемога  |
| Премія «Геффен» за найкращий перекладений фентезійний роман | 2006 | Перемога  |
| Британська премія фентезі                                   | 2006 | Перемога  |
| Велика премія уяви                                          | 2007 | Номінація |

Також роман ввійшов в короткий список премії Г'юго в категорії найкращий роман, проте був відкликаний з конкурсу самим автором для того, щоб її могли виграти інші письменники, бо сам Гейман вже вигравав нагороду.

## Переклади українською
- Ніл Ґейман. Дітлахи Анансі. Переклад з англійської: Галина Герасим, Ната Гриценко. Київ: KM Publishing. 2019. 448 стор. ISBN 978-966-948-206-8